# Minettia fulvicornis
Minettia fulvicornis är en tvåvingeart som beskrevs av Malloch 1933. Minettia fulvicornis ingår i släktet Minettia och familjen lövflugor. Inga underarter finns listade i Catalogue of Life.